# 48
Aquesta pàgina és per a l'any. Per al nombre, vegeu quaranta-vuit.

## Esdeveniments

### Imperi romà
- Aulus Vitellius i Lucio Vipstanus Publicola Messalles són cònsols.
- Després de l'execució de la seva esposa Messalina, Claudi rep aprovació senatorial per casar-se amb la seva neboda, Agripina.
- Els aristòcrates gals poden participar en el senat romà.

### Àsia
- Divisió dels huns en dues branques, una passa al servei xinès.

## Necrològiques
- Valèria Messal·lina